# Ełdżej
Ełdżej (ros. Элджей, znany również jako Allj, Eldżey bądź Sayonara boy), właśc. Aleksiej Konstantinowicz Uzieniuk (ros. Алексе́й Константи́нович Узеню́к; ur. 9 lipca 1994 w Nowosybirsku) – rosyjski raper.
W 2017 nagrał w duecie z Fedukiem singiel „Różowe wino”, który stał się ogólnokrajowym przebojem, a zrealizowany do niego teledysk osiągnął wynik ponad 300 mln wyświetleń w serwisie YouTube. Singiel w Polsce uzyskał status złotej płyty.

## Dyskografia

### Albumy studyjne
| Rok  | Album                                                                                                  |
| ---- | --- |
| 2014 | Boszki dymiatsia - Data: 28 lutego 2014 - Wydawca: nielegal - Format: digital download                 |
| 2016 | Katakomby - Data: 4 lutego 2016 - Wydawca: nielegal - Format: digital download                         |
| 2016 | Sayonara Boy - Data: 7 października 2016 - Wydawca: Universal Music - Format: digital download         |
| 2017 | Sayonara Boy ろ - Data: 6 lipca 2017 - Wydawca: Universal Music - Format: digital download             |
| 2018 | Sayonara Boy X - Data: 27 marca 2018 - Wydawca: Universal Music - Format: digital download             |
| 2018 | Sayonara Boy ろ (Remix) - Data: 14 sierpnia 2018 - Wydawca: Universal Music - Format: digital download |
| 2018 | Sayonara Boy 143 - Data: 9 listopada 2018 - Wydawca: Universal Music - Format: digital download        |
| 2020 | Sayonara Boy Opal - Data: 28 lutego 2020 - Wydawca: Universal Music - Format: digital download         |

### Albumy kolaboracyjne
| Rok  | Album                                                                                  |
| ---- | -------------------------------------------------------------------------------------- |
| 2013 | Gundezh (oraz Mal) - Data: 19 maja 2013 - Wydawca: nielegal - Format: digital download |

### Minialbumy (EP)
| Rok  | Album                                                                                   | Album                                                                                   | Album                                                                                   |
| ---- | --------------------------------------------------------------------------------------- | --------------------------------------------------------------------------------------- | --------------------------------------------------------------------------------------- |
| 2015 | Puszka - Data: 10 stycznia 2015 - Wydawca: nielegal - Format: digital download          | Puszka - Data: 10 stycznia 2015 - Wydawca: nielegal - Format: digital download          | Puszka - Data: 10 stycznia 2015 - Wydawca: nielegal - Format: digital download          |
| 2016 | Bibliotieka - Data: 28 października 2016 - Wydawca: nielegal - Format: digital download | Bibliotieka - Data: 28 października 2016 - Wydawca: nielegal - Format: digital download | Bibliotieka - Data: 28 października 2016 - Wydawca: nielegal - Format: digital download |

### Single
| Rok                                                       | Tytuł                                                | Najwyższe pozycje na listach | Najwyższe pozycje na listach | Najwyższe pozycje na listach | Najwyższe pozycje na listach | Najwyższe pozycje na listach | Najwyższe pozycje na listach | Najwyższe pozycje na listach | Najwyższe pozycje na listach | Najwyższe pozycje na listach | Najwyższe pozycje na listach | Najwyższe pozycje na listach | Najwyższe pozycje na listach | Najwyższe pozycje na listach | Najwyższe pozycje na listach | Najwyższe pozycje na listach | Najwyższe pozycje na listach | Album             |
| Rok                                                       | Tytuł                                                | RUS                          | RUS                          | RUS                          | EST                          | LAT                          | POL                          | POL                          | POL                          | POL                          | POL                          | POL                          | POL                          | POL                          | WNP                          | WNP                          | WNP                          | Album             |
| Rok                                                       | Tytuł                                                | Radio                        | YouTube                      | Radio & YouTube              | EST                          | LAT                          | AirPlay                      | AirPlay TV                   | AirPlay Dyskoteki            | Zet                          | RMF FM                       | RMF Maxxx                    | SLiP                         | Eska                         | Radio                        | YouTube                      | Radio & YouTube              | Album             |
| --------------------------------------------------------- | ---------------------------------------------------- | ---------------------------- | ---------------------------- | ---------------------------- | ---------------------------- | ---------------------------- | ---------------------------- | ---------------------------- | ---------------------------- | ---------------------------- | ---------------------------- | ---------------------------- | ---------------------------- | ---------------------------- | ---------------------------- | ---------------------------- | ---------------------------- | ----------------- |
| 2015                                                      | „Nelegal”                                            | –                            | –                            | –                            | –                            | –                            | –                            | –                            | –                            | –                            | –                            | –                            | –                            | –                            | –                            | –                            | –                            | Boszki dymiatsia  |
| 2015                                                      | „Muzyka” (gościnnie: MiyaGi & Endspiel)              | –                            | –                            | –                            | –                            | –                            | –                            | –                            | –                            | –                            | –                            | –                            | –                            | –                            | –                            | –                            | –                            | Katakomby         |
| 2015                                                      | „Nekuda bezhat” (gościnnie: Oleg Smit)               | –                            | –                            | –                            | –                            | –                            | –                            | –                            | –                            | –                            | –                            | –                            | –                            | –                            | –                            | –                            | –                            | –                 |
| 2016                                                      | „Tishe Tishe” (gościnnie: Oleg Smit)                 | –                            | –                            | –                            | –                            | –                            | –                            | –                            | –                            | –                            | –                            | –                            | –                            | –                            | –                            | –                            | –                            | –                 |
| 2016                                                      | „Diskonnekt” (gościnnie: Kravz)                      | –                            | –                            | –                            | –                            | –                            | –                            | –                            | –                            | –                            | –                            | –                            | –                            | –                            | –                            | 31                           | 191                          | Sayonara Boy      |
| 2016                                                      | „Zaletayu domoy”                                     | –                            | –                            | –                            | –                            | –                            | –                            | –                            | –                            | –                            | –                            | –                            | –                            | –                            | –                            | –                            | –                            | –                 |
| 2017                                                      | „Szto s moimi glazami?”                              | –                            | –                            | –                            | –                            | –                            | –                            | –                            | –                            | –                            | –                            | –                            | –                            | –                            | –                            | –                            | –                            | –                 |
| 2017                                                      | „Bounce”                                             | –                            | –                            | –                            | –                            | –                            | –                            | –                            | –                            | –                            | –                            | –                            | –                            | –                            | –                            | –                            | –                            | –                 |
| 2017                                                      | „Rvanie Jinsy”                                       | –                            | –                            | –                            | –                            | –                            | 47                           | –                            | –                            | –                            | –                            | 3                            | –                            | 3                            | –                            | 8                            | 66                           | Sayonara Boy ろ   |
| 2017                                                      | „Ultramarinovyye tantsy”                             | –                            | –                            | –                            | –                            | –                            | –                            | –                            | –                            | –                            | –                            | –                            | –                            | –                            | –                            | 81                           | 360                          | –                 |
| 2017                                                      | „Rozowoje wino” (gościnnie: Feduk)                   | 16                           | 1                            | 1                            | 35                           | 3                            | 2                            | 2                            | 6                            | 5                            | 8                            | 1                            | 5                            | 1                            | 16                           | 1                            | 1                            | –                 |
| 2017                                                      | „Hey Guys”                                           | –                            | –                            | –                            | –                            | –                            | –                            | –                            | –                            | –                            | –                            | –                            | –                            | –                            | 441                          | 4                            | 54                           | –                 |
| 2017                                                      | „Dansim” (gościnnie: Chernoe Kino)                   | –                            | –                            | –                            | –                            | –                            | –                            | –                            | –                            | –                            | –                            | –                            | –                            | –                            | –                            | –                            | –                            | –                 |
| 2017                                                      | „Minimal”                                            | –                            | –                            | –                            | –                            | –                            | –                            | –                            | –                            | –                            | –                            | –                            | –                            | –                            | 21                           | 2                            | 4                            | Sayonara Boy X    |
| 2017                                                      | „Suzuki”                                             | –                            | –                            | –                            | –                            | –                            | –                            | –                            | –                            | –                            | –                            | –                            | –                            | –                            | –                            | 8                            | 55                           | Sayonara Boy X    |
| 2018                                                      | „360°”                                               | –                            | –                            | –                            | –                            | –                            | –                            | –                            | –                            | –                            | –                            | –                            | –                            | –                            | 103                          | 2                            | 6                            | –                 |
| 2018                                                      | „1love”                                              | –                            | –                            | –                            | –                            | –                            | –                            | –                            | –                            | –                            | –                            | –                            | –                            | –                            | 240                          | 51                           | 87                           | –                 |
| 2018                                                      | „Aqua” (gościnnie: Sorta)                            | –                            | –                            | –                            | –                            | –                            | –                            | –                            | –                            | –                            | –                            | –                            | –                            | –                            | 268                          | 23                           | 85                           | –                 |
| 2018                                                      | „Gosti iz budushchego” (gościnnie: Chernoe Kino)     | –                            | –                            | –                            | –                            | –                            | –                            | –                            | –                            | –                            | –                            | –                            | –                            | –                            | –                            | –                            | –                            | –                 |
| 2018                                                      | „Wrum wrum”                                          | –                            | –                            | –                            | –                            | –                            | –                            | –                            | –                            | –                            | –                            | –                            | –                            | –                            | –                            | –                            | –                            | Sayonara Boy 143  |
| 2018                                                      | „Sosedi” (gościnnie: Kosta Lakosta)                  | –                            | –                            | –                            | –                            | –                            | –                            | –                            | –                            | –                            | –                            | –                            | –                            | –                            | –                            | –                            | –                            | –                 |
| 2019                                                      | „Antidepressanty”                                    | –                            | –                            | –                            | –                            | –                            | –                            | –                            | –                            | –                            | –                            | –                            | –                            | –                            | 28                           | 35                           | 32                           | –                 |
| 2019                                                      | „Sayonara Detka” (gościnnie: Era Istrefi)            | –                            | –                            | –                            | –                            | –                            | –                            | –                            | –                            | –                            | –                            | –                            | –                            | –                            | 11                           | 4                            | 1                            | –                 |
| 2019                                                      | „Meteority” (gościnnie: Kosta Lakosta)               | –                            | –                            | –                            | –                            | –                            | –                            | –                            | –                            | –                            | –                            | –                            | –                            | –                            | –                            | –                            | –                            | –                 |
| 2019                                                      | „Madrid 98” (Remix) (gościnnie: NXN, Dmitry Lebedev) | –                            | –                            | –                            | –                            | –                            | –                            | –                            | –                            | –                            | –                            | –                            | –                            | –                            | –                            | –                            | –                            | –                 |
| 2019                                                      | „UFO” (gościnnie: Don Diablo)                        | –                            | –                            | –                            | –                            | –                            | –                            | –                            | –                            | –                            | –                            | –                            | –                            | –                            | 39                           | –                            | 49                           | –                 |
| 2020                                                      | „Krovostok”                                          | –                            | –                            | –                            | –                            | –                            | –                            | –                            | –                            | –                            | –                            | –                            | –                            | –                            | –                            | –                            | –                            | Sayonara Boy Opal |
| 2020                                                      | „Tamagotchi”                                         | –                            | –                            | –                            | –                            | –                            | –                            | –                            | –                            | –                            | –                            | –                            | –                            | –                            | 172                          | –                            | 193                          | Sayonara Boy Opal |
| 2020                                                      | „Cadillac” (oraz Morgenshtern)                       | –                            | –                            | –                            | –                            | –                            | –                            | –                            | –                            | –                            | –                            | –                            | –                            | –                            | 382                          | 1                            | 1                            | –                 |
| 2020                                                      | „911”                                                | –                            | –                            | –                            | –                            | –                            | –                            | –                            | –                            | –                            | –                            | –                            | –                            | –                            | –                            | –                            | –                            | –                 |
| 2020                                                      | „Lollipop” (oraz Morgenshtern)                       | –                            | –                            | –                            | –                            | –                            | –                            | –                            | –                            | –                            | –                            | –                            | –                            | –                            | 176                          | 1                            | 2                            | –                 |
| 2020                                                      | „Lamborghini Countach”                               | –                            | –                            | –                            | –                            | –                            | –                            | –                            | –                            | –                            | –                            | –                            | –                            | –                            | –                            | 20                           | 114                          | –                 |
| 2021                                                      | „Wunder King”                                        | –                            | –                            | –                            | –                            | –                            | –                            | –                            | –                            | –                            | –                            | –                            | –                            | –                            | –                            | 11                           | 53                           | –                 |
| 2021                                                      | „18+” (oraz Sorry Jesus)                             | –                            | –                            | –                            | –                            | –                            | –                            | –                            | –                            | –                            | –                            | –                            | –                            | –                            | –                            | –                            | –                            | Baby Bunt         |
| 2021                                                      | „Bart Simpson”                                       | –                            | –                            | –                            | –                            | –                            | –                            | –                            | –                            | –                            | –                            | –                            | –                            | –                            | –                            | –                            | –                            | TBA               |
| 2021                                                      | „Candy Flip”                                         | –                            | –                            | –                            | –                            | –                            | –                            | –                            | –                            | –                            | –                            | –                            | –                            | –                            | –                            | –                            | –                            | TBA               |
| 2021                                                      | „Perwaya polosa”                                     | –                            | –                            | –                            | –                            | –                            | –                            | –                            | –                            | –                            | –                            | –                            | –                            | –                            | –                            | 32                           | 126                          | –                 |
| 2021                                                      | „Krestiki i Noliki”                                  | –                            | –                            | –                            | –                            | –                            | –                            | –                            | –                            | –                            | –                            | –                            | –                            | –                            | –                            | –                            | –                            | –                 |
| 2021                                                      | „Soda” (oraz VACÍO)                                  | –                            | –                            | –                            | –                            | –                            | –                            | –                            | –                            | –                            | –                            | –                            | –                            | –                            | –                            | 53                           | 289                          | –                 |
| 2021                                                      | „Ona tebya lyubit” (oraz The Limba i Slava Marlow)   | –                            | –                            | –                            | –                            | –                            | –                            | –                            | –                            | –                            | –                            | –                            | –                            | –                            | –                            | –                            | –                            | –                 |
| 2021                                                      | „Dom Perin'on” (oraz Poshlaya Molli)                 | –                            | –                            | –                            | –                            | –                            | –                            | –                            | –                            | –                            | –                            | –                            | –                            | –                            | –                            | –                            | –                            | –                 |
| „—” oznacza, że singiel nie był notowany na danej liście. |                                                      |                              |                              |                              |                              |                              |                              |                              |                              |                              |                              |                              |                              |                              |                              |                              |                              |                   |